# Sieglitz (Könnern)
Sieglitz ist einer von vier Ortsteilen der Ortschaft Edlau der Stadt Könnern im Salzlandkreis in Sachsen-Anhalt.

## Geografie
Sieglitz liegt zwischen Halle (Saale) und Bernburg (Saale). Die Ortschaft liegt in der Fuhnetiefebene. Westlich der kleinen Gemeinde verläuft die Autobahn 14.

## Geschichte
Sieglitz („Sieglietz“) ist eine slawische Gründung aus dem 7./8. Jahrhundert. Der Ort war die größte, aber auch die ärmste der vier Siedlungen des Ortes Edlau.
Die erste urkundliche Erwähnung der Ortschaften erfolgte im Jahr 1108, als sie der reichsunmittelbaren „Grafschaft Alsleben“ geschenkt wurden. Zu dieser Zeit waren sie kirchlich den Pfarrherren von Könnern unterstellt. Nach dem Tod des letzten Grafen von Alsleben im Jahr 1128 kamen die Orte der Grafschaft Alsleben an das Erzstift Magdeburg. Mit dem Anfall des Erzstifts Magdeburg an Brandenburg-Preußen wurden 1680 die Kurfürsten von Brandenburg (ab 1701 Könige in/von Preußen) neue Landesherren des nun „Herzogtum Magdeburg“ genannten Gebiets. Die vier Orte an der Grenze zu den Fürstentümern Anhalt gehörten zum Saalkreis. Die Gerichtsbarkeit über Kirchedlau lag beim Amt Rothenburg, die über Mitteledlau und Hohenedlau beim Stift St. Nikolai zu Magdeburg und die über Sieglitz bei den adligen Herren aus dem Winkel zu Wettin.
Mit dem Frieden von Tilsit wurden die vier Orte im Tal der Plötze im Jahr 1807 dem Königreich Westphalen angegliedert und dem Distrikt Halle im Departement der Saale zugeordnet. Kirchedlau und Mitteledlau gehörten zum Kanton Cönnern, Hohenedlau und Sieglitz zum Kanton Löbejün. Nach der Niederlage Napoleons und dem Ende des Königreichs Westphalen befreiten die verbündeten Gegner Napoleons Anfang Oktober 1813 den Saalkreis. Bei der politischen Neuordnung nach dem Wiener Kongress 1815 wurden die vier Orte im Jahr 1816 dem Regierungsbezirk Merseburg der preußischen Provinz Sachsen angeschlossen und dem Saalkreis zugeordnet.
Am 1. April 1938 wurde Sieglitz nach Hohenedlau und Mitteledlau nach Kirchedlau eingemeindet. Mit der ersten Kreisreform in der DDR am 20. Juli 1950 schlossen sich Hohenedlau und Kirchedlau zur Gemeinde Edlau zusammen. Durch die zweite Kreisreform in der DDR im Jahr 1952 kam Edlau zum Kreis Bernburg im Bezirk Halle, der 1990 zum Landkreis Bernburg wurde und 2007 im Salzlandkreis aufging.
Am 1. Januar 2010 wurde die bis dahin selbstständige Gemeinde Edlau zusammen mit den Gemeinden Cörmigk, Gerlebogk und Wiendorf in die Stadt Könnern eingemeindet.

## Denkmäler
- Kriegerdenkmal vor Hausnummer 3